# Монтеросо Алмо
Монтеросо Алмо (итал. Monterosso Almo) је насеље у Италији у округу Рагуза, региону Сицилија.
Према процени из 2011. у насељу је живело 2984 становника. Насеље се налази на надморској висини од 674 м.

## Становништво
Према резултатима пописа становништва 2011. у општини је живело 3.183 становника.
| 1931. | 1936. | 1951. | 1961. | 1971. | 1981. | 1991. | 2001. | 2011. |
| ----- | ----- | ----- | ----- | ----- | ----- | ----- | ----- | ----- |
| 5.467 | 5.064 | 5.219 | 4.765 | 4.046 | 3.766 | 3.503 | 3.346 | 3.183 |